# Nadschi al-Ali

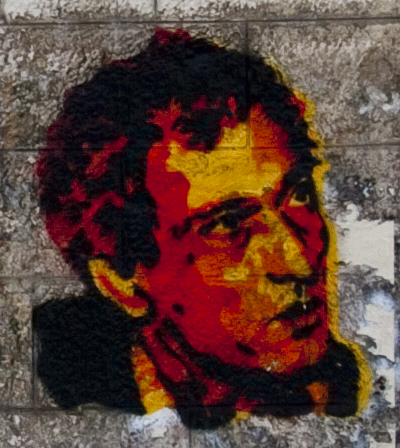
Graffiti-Porträt in Ramallah (2012)

Nadschi Salim al-Ali (arabisch ناجي سليم حسين العلي Nadschi Salim Husain al-Ali, DMG Nāǧī Salīm Ḥusain al-ʿAlī; * 1938 in al-Schadschara, Völkerbundsmandat für Palästina; † 29. August 1987 in London) war ein palästinensischer Cartoonist, der vor allem Israels Besatzungspolitik, aber auch die Haltung der arabischen Bruderstaaten kritisierte. 

## Leben
Nadschi al-Ali wurde gemeinsam mit seiner Familie während des ersten Arabisch-Israelischen Krieges aus al-Schadschara, später Teil der israelischen Siedlung Ilaniya (in Galiläa zwischen Tiberias und Berg Tabor gelegen), in den Libanon vertrieben. Dort wuchs er in dem Flüchtlingslager Ain al-Hilweh nahe Sidon auf. Er zeichnete mehr als 40.000 Cartoons für verschiedene arabische Periodika. Seine bekannteste Figur ist der palästinensische Junge „Handala“.

## Ermordung
Es ist bis heute nicht geklärt, wer am 22. Juli 1987 das Feuer vor dem Londoner Büro der kuwaitischen Zeitung „Al Qabas“ auf Naji al-Ali eröffnete. Nadschi al-Ali verblieb bis zu seinem Tode am 29. August 1987 im Koma. Sein letzter Wille sah vor, neben seinem Vater im Flüchtlingslager Ain al-Hilweh bestattet zu werden. Aus organisatorischen Gründen war dies nicht möglich, so dass er auf dem Brookwood Islamic Cemetery vor London seine letzte Ruhestätte fand.
Scotland Yard verhaftete Ismail Sowan, einen aus Jerusalem stammenden 28-jährigen palästinensischen Wissenschaftler an der University of Hull, und fand ein Waffenlager in seiner Wohnung. Das Waffenlager war laut Scotland Yard angelegt worden, um Terroranschläge in Europa durchzuführen. Er wurde allerdings nur wegen Waffenbesitzes angeklagt. Zunächst stellte Scotland Yard fest, dass er ein Mitglied der PLO ist, die eine Beteiligung aber bestritt.
Sowan gestand später, dass er zugleich für die PLO wie auch für den israelischen Auslandsgeheimdienst Mossad gearbeitet habe. Seiner Aussage zufolge habe der Mossad über die Attentatspläne frühzeitig Bescheid gewusst und habe diese Informationen jedoch nicht an den britischen Geheimdienst weitergegeben. Diese Darstellung der Ereignisse führte im Nachhinein zu erheblichen Spannungen zwischen der britischen und der israelischen Regierung, was in der Konsequenz zur Ausweisung von wenigstens einem israelischen Diplomaten aus Großbritannien führte. Die damalige britische Premierministerin Margaret Thatcher ließ daraufhin das Büro des Mossad in Palace Green, Kensington schließen.

## Handala

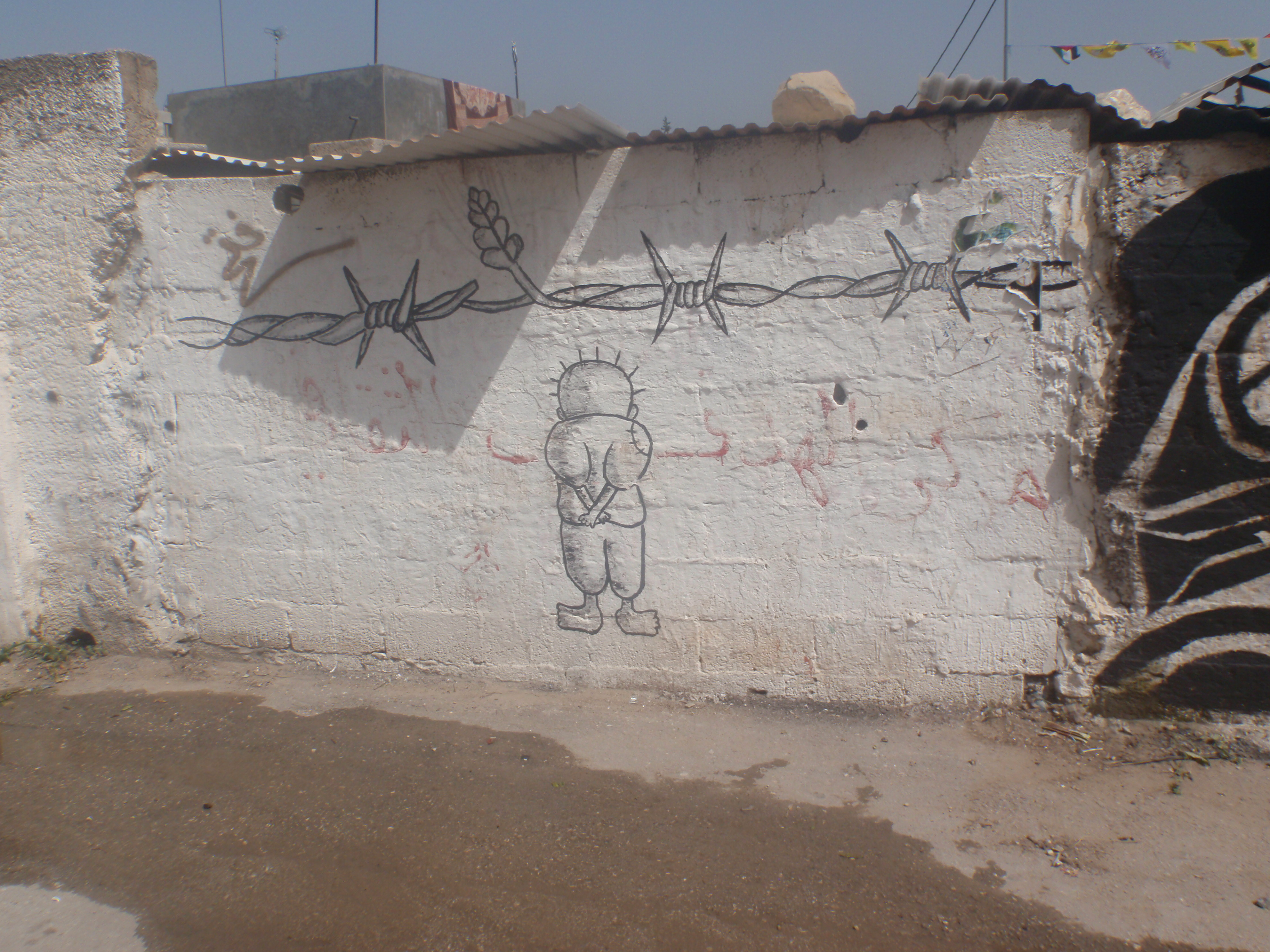
Handala auf einer Mauer in Bil'in

Die Figur des Handala (حنظلة, DMG Ḥanẓala) erschien erstmals 1969. Der palästinensische Junge mit dem großen runden Kopf trat dann meist als stiller Beobachter auf, der nur von hinten zu sehen ist. Er trägt zerschlissene Kleidung und ist barfüßig. Er stellt einen 10 Jahre alten armen Palästinenser dar, der gegen die israelische Besatzung demonstriert. Zehn Jahre, weil sein Schöpfer genau mit diesem Alter seine Heimat verlassen musste. In der Regel steht er stumm und unbeweglich mit Blick auf das Geschehen da. Nur wenn Kinder involviert sind oder zu Schaden kommen, zeigt der Handala starke Emotionen. In der Folgezeit wurde er die Signatur von Nadschi al-Ali und kam in jedem Cartoon entweder direkt in der Handlung oder als kleines Logo vor. Heute ist die Figur in den Palästinensischen Autonomiegebieten und der palästinensischen Diaspora häufig abgebildet. Handala ist auf dem Logo der Boycott, Divestment and Sanctions (BDS) Bewegung abgebildet. Ein Schiff der Gaza Freedom Flotilla hieß ebenfalls Handala.